# Megaselia subcavifrons
Megaselia subcavifrons är en tvåvingeart som beskrevs av Borgmeier 1971. Megaselia subcavifrons ingår i släktet Megaselia och familjen puckelflugor. Inga underarter finns listade i Catalogue of Life.